# Хаукон Вальдимарссон
Хауко́н Рабн Вальдима́рссон (исл. Hákon Rafn Valdimarsson; род. 13 октября 2001, Исландия) — исландский футболист, вратарь клуба «Брентфорд» и сборной Исландии.

## Клубная карьера
Футболом начинал заниматься в «Рейкьявике». В 2015 году перешёл «Гроутту», выступавшую в исландской первой лиге, где стал игроком юношеской команды. В сезоне 2017 года стал резервным вратарём команды, регулярно попадая в заявки на матчи основной команды. 23 сентября в последнем туре дебютировал в основном составе команды в матче первой лиги с «Лейкниром». По итогам сезона «Гроутта» заняла последнюю строчку в турнирной таблице и вылетела во вторую лигу, однако, спустя год вернулась обратно. В 2019 году команда стала победителем первой лиги и впервые в своей истории получил право выступать в Избранной лиге. 14 июня 2020 года Вальдимарссон дебютировал в чемпионате Исландии во встрече с «Брейдабликом», пропустив три мяча..
В ноябре 2020 года проходил просмотр в шведском «Эльфсборге», по итогам которого была достигнута договорённость о подписании контракта летом. 16 июля 2021 года подписал с клубом соглашение, рассчитанное на 4,5 года. 25 июля впервые попал в заявку команды на матч чемпионата Швеции с «Хеккеном», но в игре участия не принимал.

## Карьера в сборной
Выступал за юношескую сборную Исландии. 10 ноября 2019 года дебютировал в её составе в товарищеском матче со Швецией. В основное время матча пропустил один мяч. 18 марта 2021 года был включен главным тренером молодёжной сборной в состав на чемпионат Европы в Венгрии и Словении. На групповом этапе Исландия провела три встречи, которые все проиграла, и заняла последнее место в турнирной таблице.

## Клубная статистика
| Выступление      | Выступление      | Выступление      | Лига | Лига | Кубки | Кубки | Конт. кубки | Конт. кубки | Итого | Итого |
| Клуб             | Лига             | Сезон            | Игры | Голы | Игры  | Голы  | Игры        | Голы        | Игры  | Голы  |
| ---------------- | ---------------- | ---------------- | ---- | ---- | ----- | ----- | ----------- | ----------- | ----- | ----- |
| Гроутта          | Первая лига      | 2017             | 1    | -2   | 0     | 0     | 0           | 0           | 1     | -2    |
| Гроутта          | Вторая лига      | 2018             | 15   | -21  | 0     | 0     | 0           | 0           | 15    | -21   |
| Гроутта          | Первая лига      | 2019             | 22   | -31  | 1     | -2    | 0           | 0           | 23    | -33   |
| Гроутта          | Избранная лига   | 2020             | 18   | -43  | 2     | -3    | 0           | 0           | 20    | -46   |
| Гроутта          | Первая лига      | 2021             | 9    | -15  | 0     | 0     | 0           | 0           | 9     | -15   |
| Гроутта          | Итого            | Итого            | 65   | -112 | 3     | -5    | 0           | 0           | 68    | -117  |
| Эльфсборг        | Аллсвенскан      | 2021             | 5    | -4   | 0     | 0     | 0           | 0           | 5     | -4    |
| Эльфсборг        | Аллсвенскан      | 2022             | 7    | -8   | 0     | 0     | 0           | 0           | 7     | -8    |
| Эльфсборг        | Итого            | Итого            | 12   | -12  | 0     | 0     | 0           | 0           | 12    | -12   |
| Всего за карьеру | Всего за карьеру | Всего за карьеру | 77   | -124 | 3     | -5    | 0           | 0           | 80    | -129  |